# 韩国书艺
韓國書藝，又稱朝鮮書藝，是朝鮮半島的傳統書法，也是東亞書法之一，可分為漢字書法和諺文書法。

## 圖像
- 士大夫成三問（1418-1456）的書法。
- 《訓民正音解例（英语：Hunminjeongeum Haerye）》（1446 年）的複製品中的韓國混合體書法。
- 韓國最著名的書法家之一金正喜（1786-1856）的書法字體"賜書樓"。
- 用諺文書寫的韓國書法。

## 參閱
- 中國書法
- 日本書道
- 越南書法
- 琉球書道

## 外部連結
- Newspaper article with visuals on Korean calligraphy